# José Manuel de Ezpeleta

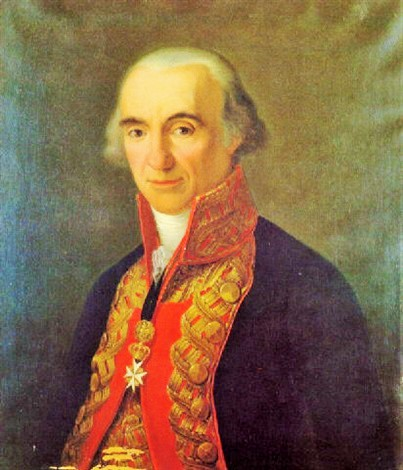
José Manuel de Ezpeleta

José Manuel de Ezpeleta, Conde de Ezpeleta (? - Pamplona, 23 de novembro de 1823) foi Vice-rei de Navarra. Exerceu o vice-reinado de Navarra de 1814 a 1820. Antes dele o cargo foi exercido por Leopoldo de Gregorio y Paternó. Seguiu-se lhe Luis Rebolledo de Palafox y Melzi.
Entre 1820 e 1823, durante o Triénio Liberal, foi suspendido o vice-reino.